# Paul Bert

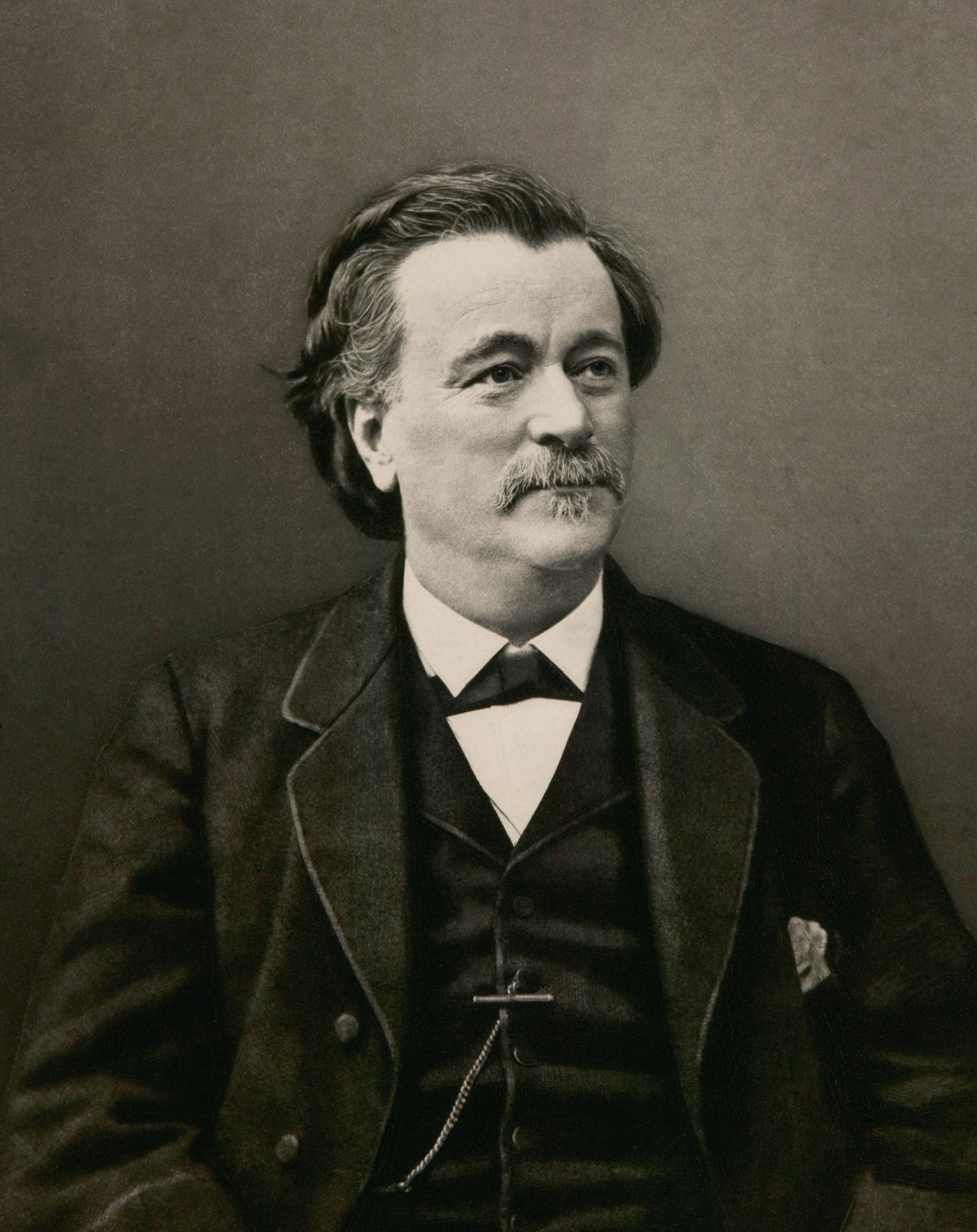
Paul Bert 1833 - 1886

Paul Bert (n. 17 octombrie 1833, Auxerre, Bourgogne, Franța – d. 11 noiembrie 1886, Hà Nội, Vietnam) a fost un fiziolog și politician francez.

## Biografie
Născut la Auxerre, Paul Bert se înscrie inițial la Școala Tehnică din Paris cu intenția să devină inginer, dar abandonează cursurile și obține un doctorat în drept în 1857.

Sub influența unui zoolog celebru al vremii, Louis Pierre Gratiolet (1815-1865), este interesat de fiziologie, devine student al lui Claude Bernard, unul dintre cei mai mari fiziologi din secolul al XIX-lea, și fondatorul medicinei experimentale. 

Obține doctoratul în medicină în 1864 (teza referitoare la transplanturile pe animale), doctoratul în știință în 1866, apoi este profesor de fiziologie la Bordeaux în 1866 și Sorbona în 1869. Devine membru al Academiei de Științe în anul 1882.
Paul Bert a fost un activ politician, iar după instaurarea celei de a treia republici, este ales în 1876 în Camera Deputaților, și face parte din guvernul Gambetta ca ministru al educației și cultelor.
Ca ministru al educației, Paul Bert împreună cu Jules Ferry, este inițiatorul înființării de școli gratuite și a învățământului laic și obligatoriu în Franța. (Legea din 09 august 1879).
Ca ministru al cultelor, Paul Bert a fost un anticlerical, susținând separarea științei de religie pe care le-a considerat a fi antagonice. Adept al științei experimentale, a fost membru al mai multor societăți ateiste, de liber-cugetători, majoritatea fiind create la începutul anilor 1880. Paul Bert a fost membru fondator și vicepreședinte până la sfârșitul vieții a Uniunii Democrate a Propagandei Anticlericale. 
Cu toate acestea, cariera sa politică nu s-a ridicat la nivelul celei științifice.
Cercetările sale privind efectele presiunii aerului asupra organismului atât la presiune scăzută (hipobarism) cât și la presiune crescută (hiperbarism), au făcut posibilă explorarea spațiului cosmic și a mediului subacvatic.
Numit profesor de fiziologie, întâi la Bordeaux în 1866, apoi la Sorbona (1869-1886), a studiat mai întâi efectele altitudinii pe animale, apoi la alpiniști și în timpul zborurilor cu baloanele cu aer cald. Bert a descoperit că principala cauză a răului de altitudine este conținutul scăzut de oxigen din atmosferă (hipoxie) și că efectele diferitelor gaze respiratorii dizolvate în sânge, sunt direct proporționale cu presiunile lor parțiale și nu cu concentrațiile acestora în fluxul sanguin.
În anul 1878 pe baza observațiilor anterioare și pe numeroase experimente cu animale, concluzionează că boala de cheson este identică cu problemele pe care le au și scafandri. El a studiat diferitele componente ale aerului și apoi ce se petrece într-o atmosferă în care aerul este comprimat, iar concluziile sale sunt că peste adâncimea de aproximativ 15 metri, oxigenul pur devine toxic și atacă sistemul nervos central conducând la convulsii (hiperoxia acută sau efectul Paul Bert); azotul este foarte puțin solubil în sânge la presiune atmosferică, însă devine solubil din ce în ce mai mult odată cu creșterea adâncimii; dacă revenirea la suprafață este prea rapidă, azotul se degajă din sânge sub formă de bule care pot să dea senzații de pișcături și dureri în articulații; dacă aceste bule astupă vasele sanguine, se produce o embolie gazoasă care poate conduce la paralizie sau chiar moarte. 

De aici Paul Bert trage concluzia că revenirea la presiunea normală trebuie să se facă lent pentru a permite azotului să fie eliminat treptat. Totodată Bert menționează pentru prima oară necesitatea utilizării oxigenului pur pentru reducerea timpului de decompresie.
În același an Paul Bert publică rezultatele experimentelor sale în lucrarea La Pression Barometrique (Presiunea barometrică), ce a stat la baza dezvoltării ulterioare a aeronauticii, construcțiilor de tunele, scufundare etc.
În ianuarie 1886 este detașat la Hanoi, în Vietnam, unde se înbolnăvește de holeră și moare șapte luni mai târziu.
În memoria sa, NASA și Societatea Americană de Fiziologie, a instituit Premiul Paul Bert ce recompensează contribuțiile deosebite din domeniul fiziologiei aeronautice.

## Lucrări publicate
- De la greffe animale, 1863
- Machine humaine, 1868
- Recherches sur les mouvements de la sensitive, 1867-1870
- La Pression Barometrique, 1878
- La Morale des Jésuites, 1880
- Leçons de zoologie, 1881
- L'enseignement laïque, 1881
- L’instruction civique à l’école, 1882
- Éléments de zoologie, 1885.
- Leçons d'anatomie et de physiologie animales, 1885

## Legături externe
- “Atmospheric Pressure and Life,” - Popular Science Monthly Volume 11, July 1877 en

## Vezi și
- Accidente de scufundare
- Medicina scufundării
- Tabele de decompresie